# Matt Olson
Matthew Kent „Matt“ Olson (* 29. März 1994 in Atlanta, Georgia) ist ein US-amerikanischer Baseballspieler in der Major League Baseball (MLB) auf der Position des First Basemans.

## Sportliche Karriere
Olson beendete seine Highschool-Karriere mit einem Schlagdurchschnitt von .431, 44 Doubles, 45 Home Runs, 168 Run Batted In (RBIs) und einer Fielding Percentage von über 0,980. Er hält die Rekorde der Parkview High School und des Gwinnett County für Siege und RBIs. Seine Trikotnummer 21 wurde im Februar 2019 von der Parkview High School zurückgezogen. Nach seinem Highschool-Abschluss mit Auszeichnung im Jahr 2012 wurde Olson in der ersten Runde des Major League Baseball Draft 2012 von den Oakland Athletics gedraftet. Er hatte sich verpflichtet, College-Baseball an der Vanderbilt University zu spielen, entschied sich aber letztendlich gegen sein Engagement bei den Commodores und unterschrieb bei Oakland.
Olson gab in dieser Saison sein Profidebüt bei den Arizona League Athletics und spielte in der ersten Saison auch für die Vermont Lake Monsters. Insgesamt absolvierte er 50 Spiele und schlug .282/.352/.521 mit neun Homeruns und 45 RBIs.
2013 spielte Olson für die Beloit Snappers. In 134 Spielen schlug er .225/.326/.435, erzielte aber dennoch 23 Homeruns und erzielte 93 RBIs.
Olson spielte die Saison 2014 für die Stockton Ports. Während der gesamten Saison gehörte er zu den Homerun-Leadern der Minor League Baseball. In 138 Spielen schlug er .262/.404/.543 mit 37 Homeruns und 97 RBIs und führte damit alle Minor League-Spieler mit 500 oder mehr Plate Appearances und einer Walk-Prozentzahl von 18,5 % an. Er spielte die Saison 2015 bei den Midland RockHounds, wo er in 133 Spielen einen Schlagdurchschnitt von .249 mit 17 Homeruns und 75 RBIs erreichte. Olson spielte die gesamte Minor-League-Saison 2016 bei den Nashville Sounds. In 131 Spielen erreichte er einen Schlagdurchschnitt von .235 mit 17 Homeruns und 60 RBIs.
Im September 2016 wechselte er in die Major League zu den Oakland Athletics. Im März 2022 wechselte er zu den Atlanta Braves.